# Tooncast
Tooncast – płatny kanał telewizyjny istniejący w Ameryce Łacińskiej, nadający klasyczne seriale animowane dla dzieci, głównie z biblioteki Hanna-Barbera, Warner Bros. i Cartoon Network. Rozpoczął emisję 1 grudnia 2008, nadaje 24 godziny na dobę. Slogan stacji to All toons all the time (same kreskówki cały czas). Kanał nie nadaje reklam.